# Paul Durkin
Paul Durkin (Ringsend, 15 agosto 1955) è un ex arbitro di calcio inglese.
In carriera ha diretto la Finale della FA Cup 1997-1998 tra Arsenal e Newcastle e la Finale della Football League Cup 2002-2003 tra Liverpool e Manchester United.
In ambito internazionale ha partecipato al Campionato europeo di calcio 1996 come quarto uomo, salvo poi sostituire il connazionale Dermot Gallagher, uscito per infortunio nel croso dell'incontro Francia-Bulgaria, mentre al Campionato mondiale di calcio 1998 ha diretto l'incontro Italia-Austria.
Si è ritirato nel 2004.